# Leptanthura thalassae
Leptanthura thalassae är en kräftdjursart som beskrevs av Negoescu 1980. Leptanthura thalassae ingår i släktet Leptanthura och familjen Leptanthuridae. Inga underarter finns listade i Catalogue of Life.